# Phan Đình Bình
Phan Đình Bình (chữ Hán: 潘廷評, 1831 - 1888) là một danh thần nhà Nguyễn ở cuối thế kỷ XIX-đầu thế kỷ XX trong lịch sử Việt Nam. Ông là cha của Từ Minh Huệ Hoàng Hậu Phan Thị Điều, ông ngoại vua Thành Thái.

## Tiểu sử
Phan Đình Bình sinh năm Tân Mão (1831) đời vua Minh Mạng, tại xã Phú Lương, huyện Quảng Điền, tỉnh Thừa Thiên.
Năm Canh Tuất 1850, ông đỗ cử nhân, năm Bính Thìn 1856 đỗ tiến sĩ, lúc 25 tuổi. Buổi đầu ông làm việc trong Nội các, rồi ra nhậm chức Tuần phủ, Tổng đốc, sau làm đến Tham tri bộ Binh, Hàm Đại học sĩ điện Văn Minh, Tả quốc huân thần, tước Phù Nghĩa Tử.
Năm Quý Dậu 1873, giặc Pháp đánh thành Hà Nội, ông bị Pháp bắt đưa vào Gia Định, sau được thả về. Triều đình khiển trách, cách chức, ông phải đi hiệu lực ở quân thứ Cao Bằng. Không bao lâu, được khai phục chức vụ Bố chính sứ Bắc Ninh cùng Lê Hữu Tá lo liệu trị an ở Bắc Ninh, Thái Nguyên, rồi làm Tuần phủ Ninh Bình, Tổng đốc Định An (Nam Định - Hưng Yên). Năm Ất dậu 1885, sau khi Hàm Nghi xuất bôn, ông làm Thượng thư, sung Đại thần Viện cơ mật, cùng Vĩnh Lại Quận Công Nguyễn Hữu Độ lo việc đàm phán với Pháp.
Năm Đinh Hợi 1887, có người tố cáo ông chống đối triều đình, ông bị bắt giam rồi bị bức tử trong ngục vào năm 1888, hưởng dương 57 tuổi. Dư luận cho rằng cái chết của ông là do Nguyễn Hữu Độ và Đồng Khánh bức hại.
Sau, vì ông là quốc thích (nhạc phụ của vua Dục Đức), nên đời Thành Thái đã truy phục hàm tước cho ông như cũ.
Đến năm 1892, lại truy tặng ông là Thái bảo, tước Phù Quốc Công, lập nhà thờ tại quê ông.